# ペルセウス山
ペルセウス山（英語: Mount Perseus [ˈpɜːsjuːs]）はサウスサンドウィッチ諸島のキャンドルマス島の山。標高455 m。山名はイギリスのAntarctic Place-Names Committeeにより、1971年に命名された。近傍の山の名はペルセウスに関連してアンドロメダ山と名づけられた。